# Roger Nols

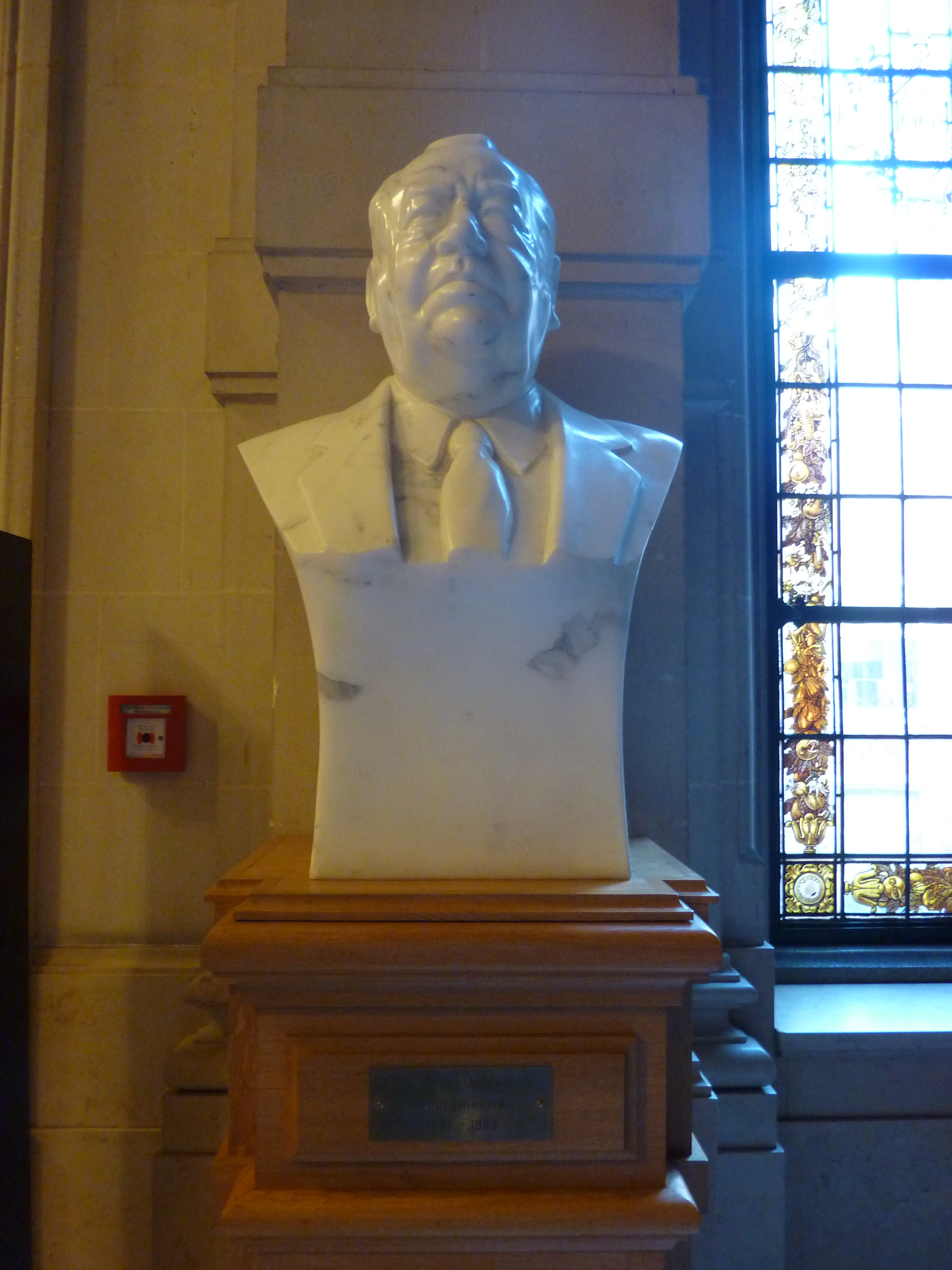
Buste van Roger Nols

Roger Nols (Tilleur, 19 juli 1922 - Dinant, 13 maart 2004) was een Belgisch politicus voor de liberalen, het FDF, de PRL en het extreemrechtse FNB. Van 1970 tot 1989 was hij burgemeester van Schaarbeek en van 1971 tot 1992 zetelde hij voor het arrondissement Brussel in de Kamer van volksvertegenwoordigers. Van 1974 tot 1989 was hij ook lid van de Brusselse Agglomeratieraad.

## Levensloop
Hij studeerde aan de hotelschool in Luik en werkte vanaf 1943 als kok in een Brussels hotel. Nols werd tijdens de Tweede Wereldoorlog wegens zijn activiteiten in het Verzet tweemaal voor korte tijd door de Gestapo gearresteerd. Hij verhuisde in 1948 naar Schaarbeek en werd chef-kok in een hotel aan het Rogierplein. Nadien begon hij commerciële activiteiten in de hotelsector van Luik en Brussel en werd hij beheerder van vennootschappen.
In de Waalse Beweging was Nols lid van de Brusselse afdelingen van Wallonie libre en van het Mouvement libéral wallon, maar hij kreeg ruzie met de Luikse afdeling van die laatste beweging, die de propagandamethodes van de Brusselse afdeling te overdreven vond. Onder impuls van Nols zou de Brusselse afdeling zich van het MLW afsplitsen. Vervolgens kreeg de afdeling een nieuwe naam: de Mouvement Libéral Francophone (MLF). Deze beweging zou later in 1964 opgaan in de politieke partij FDF. In 1966 keerde Nols terug naar de MLW om in de algemene raad van de beweging te gaan zetelen. Nols was tevens lid van het Bloc de la Liberté Linguistique en ijverde voor een taalstrijd om de Franstaligen in Brussel te verdedigen.
Nadat hij in 1957 als liberaal opvolger in de Schaarbeekse gemeenteraad was geraakt, werd hij in 1964 voor de toenmalige PLP vanop de lijst verkozen, na een campagne over taalvrijheid en tegen het 'Vlaamse imperialisme'. Hoewel hij een hoog aantal voorkeurstemmen behaalde, werd hij niet benoemd tot schepen. Daarna verliet hij ontgoocheld de PLP om toe te treden tot het pas opgerichte FDF.
Voor het FDF was hij vanaf 1970 burgemeester van Schaarbeek. Hij werd nationaal bekend door de zogenaamde Lokettenkwestie, waarbij hij in het gemeentehuis aparte loketten inrichtte voor Franstaligen, Nederlandstaligen en buitenlanders. Tegen de taalwet in, en ondanks een veroordeling door de Raad van State, bleef Nols vasthouden aan tweetalige diensten met eentalige ambtenaren. Het Taal Aktie Komitee hield woelige protesten op het Colignonplein en Flor Grammens werd in 1974 veroordeeld voor het overspuiten van bordjes, waarna de Lokettenkwestie de nationale politiek begon te beheersen. In 1976 voelde de regering-Tindemans II zich verplicht om een speciale regeringscommissaris naar Schaarbeek te sturen om de kwestie op te lossen. Voormalig krijgsauditeur Walter Ganshof van der Meersch liet de deur van het gemeentehuis met de bijl open hakken en nam de eentalige borden weg. Daarmee was de Lokettenkwestie opgelost, maar andere anti-Vlaamse maatregelen van Nols hadden langer effect, zoals de sluiting van de Nederlandstalige gemeenteschool. Ook zetelde hij vanaf 1971 voor het arrondissement Brussel in de Kamer van volksvertegenwoordigers.
In de jaren 1980 voerde Nols als burgemeester een antivreemdelingenpolitiek, wat hem in conflict bracht met zijn partij FDF. In een Appel aux Immigrés stelde Nols in 1979 de nieuwkomers "indirect" verantwoordelijk voor vuil en onveiligheid in zijn gemeente. Het FDF gaf Nols, hoewel hij ondervoorzitter van de partij was, een blaam. Hij begon ook te weigeren vreemdelingen van buiten de Europese Gemeenschap nog in te schrijven in het bevolkingsregister, al werd dat niet systematisch in de praktijk gebracht. De praktijk was in die tijd dan ook onwettig, tot ze in 1984 onder impuls van Jean Gol in de Vreemdelingenwet werd opgenomen. Nadat Nols bij de gemeenteraadsverkiezingen van 1982 met een scheurlijst was opgekomen (Nouvelles Orientations des Libertés Schaerbeekoises, NOLS), werd hij in april 1983 door partijvoorzitter Lucien Outers uit de partij gezet. Vervolgens was hij enkele maanden politiek onafhankelijk, waarna hij terugkeerde naar de liberale Parti Réformateur Libéral, zoals de PLP inmiddels heette. Voor de PRL stond hij in 1984 als lijstduwer op de lijst voor het Europees Parlement. Hij werd verkozen met bijna 93.000 voorkeurstemmen, na José Happart met bijna 235.000 voorkeurstemmen het tweede beste voorkeurstemmenaantal in Wallonië en Brussel, maar besloot niet te zetelen. In oktober 1984 veroorzaakte Nols opnieuw ophef door de voorzitter van de Franse extreemrechtse partij Front National Jean-Marie Le Pen met veel media-aandacht te ontvangen in het Neptunium. Er waren grote tegenbetogingen en de Rijkswacht chargeerde. Op 31 december 1986 arriveerde Nols in djellaba aan het gemeentehuis op de rug van een kameel, om "aan te tonen" wat het gevolg zou zijn van het verlenen van vreemdelingenstemrecht. Nols werd verweten dat hij de volkswijken liet verloederen. Hij stelde een verbod in op winkelopschriften in andere talen dan het Frans of het Nederlands, op avondlijke 'samenscholingen' van meer dan drie personen en op islamlessen in de gemeentescholen. 
In 1989 stopte Nols als burgemeester van de gemeente, officieel wegens hartproblemen. Volgens de toenmalige Nolsist Jean-Pierre Van Gorp lag het betrappen van zijn echtgenote in een compromitterende houding in het gemeentehuis aan de basis van zijn beslissing.
Voor de Kamerverkiezingen van 1991 voerde Nols een controversiële campagne. Zijn affiches suggereerden vreemdelingendeportaties door Arabieren te tonen onder de slogan En charter ou en C-130, avec Nols, ils y seraient déjà. Hij werd opnieuw verkozen, maar verliet in 1992 de Kamer. Voor de gemeenteraadsverkiezingen van 1994 raakte hij verkozen vanop de laatste plaats van de PRL-lijst, maar hij weigerde samen te werken met de nieuwe Belgen die op dezelfde lijst waren verkozen. Hij trok zich terug en stapte over naar de extreemrechtse partij Front National van Daniel Féret, waar hij bij de verkiezingen van 1995 op de tweede plaats van de Senaatslijst stond, doch zonder succes. Binnen het FN behoorde hij tot de strekking rond Marguerite Bastien die in conflict geraakte met Féret. Vervolgens verliet Nols samen met Bastien en enkele anderen het FN om in 1996 het Front Nouveau de Belgique op te richten. Voor deze partij was hij in 1999 kandidaat voor het Brussels Hoofdstedelijk Parlement, zonder echter verkozen te geraken.

## Publicatie
- La Belgique en danger, 1987